# 田嶋みのり
田嶋 みのり（たじま みのり、1995年4月2日 - ）は、東京都八王子市出身の女子サッカー選手。ポジションはミッドフィールダー。結婚後の本名は武政 みのり(旧姓:田嶋）。

## 来歴
サッカーは兄の影響で始める。東京都立飛鳥高等学校では全国ベスト16、東洋大学ではインカレ出場。卒業後、2018年にちふれASエルフェン埼玉に入団。2018年になでしこリーグ2部で新人賞を受賞した。
埼玉で3年間プレーした後、2021年に新しく創設されるWEリーグの大宮アルディージャVENTUSに移籍した。しかし開幕前の紅白戦で左膝靱帯断裂の重傷を負い、初年度は大半をリハビリに費やす。
大宮で3シーズンプレーしWEリーグに35試合に出場した。2024年に現役引退した。
引退後に小中学校時代の同級生と結婚し、淡路島で起業した夫とともに兵庫県南あわじ市に移り住む。2024年8月、南あわじ市より地域おこし協力隊員の委嘱を3年の任期で委嘱され、淡路島の「食の魅力発信」に従事する。

## 個人成績

### クラブ
| クラブ                   | シーズン | リーグ      | 背番号 | リーグ戦 | リーグ戦 | カップ戦 | カップ戦 | リーグ杯 | リーグ杯 | AFC  | AFC  | 合計 | 合計 |
| クラブ                   | シーズン | リーグ      | 背番号 | 出場     | 得点     | 出場     | 得点     | 出場     | 得点     | 出場 | 得点 | 出場 | 得点 |
| ------------------------ | -------- | ----------- | ------ | -------- | -------- | -------- | -------- | -------- | -------- | ---- | ---- | ---- | ---- |
| ちふれASエルフェン埼玉   | 2018     | なでしこ2部 | 6      | 19       | 0        | 1        | 0        | 7        | 0        | —    | —    | 27   | 0    |
| ちふれASエルフェン埼玉   | 2019     | なでしこ2部 | 6      | 15       | 3        | 4        | 1        | 9        | 1        | -    | -    | 28   | 5    |
| ちふれASエルフェン埼玉   | 2020     | なでしこ2部 | 6      | 18       | 2        | 2        | 0        | —        | —        | —    | —    | 20   | 2    |
| ちふれASエルフェン埼玉   | 通算     | 通算        | 通算   | 52       | 5        | 7        | 1        | 16       | 1        | 0    | 0    | 75   | 7    |
| 大宮アルディージャVENTUS | 2021-22  | WE          | 18     | 1        | 0        | 0        | 0        | —        | —        | —    | —    | 1    | 0    |
| 大宮アルディージャVENTUS | 2022-23  | WE          | 18     | 15       | 0        | 0        | 0        | 4        | 0        | —    | —    | 19   | 0    |
| 大宮アルディージャVENTUS | 2023-24  | WE          | 18     | 19       | 1        | 1        | 0        | 3        | 0        | -    | -    | 23   | 1    |
| 大宮アルディージャVENTUS | 通算     | 通算        | 通算   | 35       | 1        | 1        | 0        | 7        | 0        | 0    | 0    | 43   | 1    |
| 通算                     | 日本     | 日本        | 1部    | 35       | 1        | 1        | 0        | 7        | 0        | 0    | 0    | 43   | 1    |
| 通算                     | 日本     | 日本        | 2部    | 52       | 5        | 7        | 1        | 16       | 1        | 0    | 0    | 75   | 7    |
| 総通算                   | 総通算   | 総通算      | 総通算 | 87       | 6        | 8        | 1        | 23       | 1        | 0    | 0    | 118  | 8    |

- 日本女子サッカーリーグ
  - 初出場 - 2018年3月21日 なでしこリーグ2部 第1節 バニーズ京都SC戦 (川越運動公園陸上競技場)[7]
  - 初得点 - 2019年5月12日 なでしこリーグ2部 第8節 大和シルフィード戦 (埼玉スタジアム2002 第2グラウンド)[7]

- WEリーグ
  - 初出場 - 2022年5月22日 第22節 INAC神戸レオネッサ戦 (NACK5スタジアム大宮)[8]
  - 初得点 - 2024年1月7日 第7節 三菱重工浦和レッズレディース戦 (浦和駒場スタジアム)[8]